# 生没年不詳
生没年不詳（せいぼつねんふしょう）とは、歴史上の人物の生没年がともに不明であることを示す。
生没年（せいぼつねん）は、ある個人の生まれた年（生年）、死亡した年（没年）をあわせた名称であり、伝記を記述するに当たって重要な要素の一つである。

## 生没年の確定
近代以前の歴史上のある人物の伝記を記す際、生没年を確定する上でもっとも望ましいものは、同時代に記された行政上・宗教上の記録や、同時代人の日記・書簡などである。
誕生年、より詳しくは誕生日を特定するためには、近代の出生届に相当する出生に関する公的な記録が上げられる。たとえば、中世ヨーロッパのキリスト教においては、新生児に対する洗礼が行われたため、教会に保存された洗礼記録によって誕生年を確定することができる。出生に関する記録が残っていない場合でも、ある年代における年齢が判明すれば、生年が逆算できる。行政上の文書（人別帳など）や死亡時の記録（過去帳や埋葬記録など）は有力な手がかりである。
それらの史料が残されていない場合には、後世に編纂された歴史書、家譜や伝記などの記述をもとに記述されたり、断片的な記録を繋ぎ合わせて活動年代を推測したりする。生没年という基礎的な事実の確定する上でも、伝聞者による誤伝や、なんらかの目的（子孫による先祖の顕彰・正当化など）による家譜の粉飾記載、後世の創作の混入を疑う必要もあり、史料批判が求められる。史料の検討の結果、生没年が大幅に書き換えられることもある。たとえば、北条早雲の生年をめぐっては従来の通説よりも24年繰り下がる可能性も指摘されている。
近代以降の社会では、出生届・死亡届など個人を特定する社会制度が整備されるようになった。また、履歴書などの文書が書き残されるようになり、著名人の個人情報を伝えるマスメディアも発達した。しかし、生前に公開していた生まれ年と実際の生まれ年が異なっていることが死後に明らかにされた手塚治虫のような事例もある。

## なぜ生没年が不詳となるのか
歴史上の著名な人物で、生没年がともにわからないということは珍しいことではない。
過去の人物や出来事を特定の紀年法によって記録する文化がない場合や、あるいは当時の詳しい史料が残されていない場合には、生没年を求めることが困難である。外部からの視点で書き残された断片的な史料や、後世に伝えられた伝説、考古学的な年代測定との対照から推測するほかない。釈迦、ナザレのイエス（史的イエス参照）、卑弥呼なども、およその活動時期は判明しているが、生没年は推定であり、確定されていない。
史料によって著しく異なる事柄が記されているために特定できなかったり、記述がそのまま歴史的事実として認めがたい場合にも、生没年の明記が留保されることがある（例：剣豪である伊東一刀斎）。
政治家・宗教家や軍人、賢人や犯罪者など、生存中に既に著名な人物の場合、同時代の史料に死亡の事実が記載されることが期待される。しかし、同時代における社会的地位の低さのために記録が残されなかった職人・芸術家（例：快慶）や芸能関係者、女性（例：小野小町・紫式部・清少納言）、死亡後に業績が認識されるようになった偉人（例：孔子の高弟の仲弓や宰我。同時代的には彼らは「小国の学者の弟子」に過ぎなかった）の場合には、その生没年を特定できる史料が残されていないことも多い。
人物の伝記が編まれ、生没年の記載が必要となるのは、多くの場合名前と事績が伝わっているためであるが、語られた事績が多く創作を含んだものであったり（例：神話的英雄であるキリスト教の十二使徒、仏教の十大弟子）、人物自体の実在が疑われることもある（例：堯、舜、初代横綱とされる明石志賀之助）。このような人物の記述をする際に「生没年不詳」と記さざるを得ないことがある。
また、複数の名前や称号を持っているなどの事情で記録が錯綜している場合には、生没年以前に人物の同定が困難であることもある（例：東洲斎写楽）。

## 現代における生没年不詳
現代では、その経歴に関心が寄せられるような人物の生没年が明らかにされないままであるということは少ない。ただし行方不明になった場合、没年を確定することができないことがある（例：辻政信、阿部定）。
また、個人の生没年が公的機関に記録されることと、その情報が公知されるかどうかは別の問題である。社会的な活動などから遠ざかって注目を集めなくなった人物や、いわゆる「一般人」は、改めて調査が行われない限りは社会にとって「生没年不詳」の人物である。とくに書籍などの著者権者の没年は、著作権との関係で問題となる。図書館などの手によって調査が行われることがあるが、著作権者の消息がつかめずに権利の所在が不明な著作物となることがある。